# Frederick Merrill
Frederick James Hamilton Merrill (* 30. April 1861 in New York City; † 29. November 1916 in Los Angeles) war ein US-amerikanischer Geologe.
Merrill studierte an der Columbia University (Columbia School of Mines) mit dem Bachelor-Abschluss 1885, arbeitete dann für den New Jersey Geological Survey und wurde 1890 an der Columbia School of Mines promoviert. 1890 wurde er Assistenz-Direktor und 1894 Direktor (als Nachfolger von James Hall) des New York State Museum in Albany (New York). Außerdem war er ab 1898 Staatsgeologe von New York. In seiner Zeit als Museumsdirektor koordinierte er Ausstellungen von New Yorker Seite bei der Weltausstellung in Chicago 1892, bei der Buffalo Expedition 1901 und der St. Louis Exposition 1904.  1904 gab er seine Position am New York State Museum auf und wurde beratender Bergbau-Geologe und Ingenieur in New York City, ab 1907 in Arizona und ab 1913 in Kalifornien in Los Angeles.
1901 veröffentlichte er eine geologische Karte im Maßstab 1:760.321 (1 inch to 12 miles) des Staates New York. Er veröffentlichte verschiedene Aufsätze im Bulletin des New York State Museum, darunter Salt and Gypsum Industries in New York (1893), Mineral Resources of New York (1896), Road materials and road building in New York (1897) und Natural history museums of the United States and Canada (1903).
Er war mit Winifred Edgerton Merrill verheiratet, mit der er vier Kinder hatte. Sie blieb in New York, als ihr Mann nach Arizona und Kalifornien ging.